# Yasniel Toledo
Yasniel Toledo (n. 15 septembrie 1989, Pinar del Río, Cuba) este un boxer ce a reprezentat Cuba, medaliat olimpic. A participat la o ediție a Jocurilor Olimpice (2012) în care a câștigat o medalie de bronz.

## Participări
Lista de mai jos prezintă principalele competiții la care a participat Yasniel Toledo de-a lungul carierei.
- boxing at the 2012 Summer Olympics – men's lightweight[*]